# Arrodets-ez-Angles
Arrodets-ez-Angles település Franciaországban, Hautes-Pyrénées megyében. Lakosainak száma 113 fő (2022. január 1.). Arrodets-ez-Angles Gez-ez-Angles, Cheust, Germs-sur-l’Oussouet, Arrayou-Lahitte, Ossun-ez-Angles, Sère-Lanso, Les Angles és Neuilh községekkel határos.

## Népesség
A település népességének változása:
| Lakosok száma | 109  | 112  | 114  | 110  | 112  | 113  | 115  | 113  | 113  |
|               | 2013 | 2015 | 2016 | 2017 | 2018 | 2019 | 2020 | 2021 | 2022 |